# Bryocamptus (Echinocamptus) lacustris
Bryocamptus (Echinocamptus) lacustris is een eenoogkreeftjessoort uit de familie van de Canthocamptidae. De wetenschappelijke naam van de soort is voor het eerst geldig gepubliceerd in 2007 door Wells.